# Vůz Bmz232, 235 ČD
Vozy Bmz224, číslované v intervalu 61 54 20-91.1; Bmz232, číslované v intervalu 61 81 21-90 (v roce 2020 přečíslovány na 61 54 21-91.8), a Bmz235, číslované v intervalu 61 81 21-91, jsou řadami oddílových osobních vozů druhé třídy z vozového parku Českých drah. Všech 48 vozů Bmz232 i 42 vozů Bmz235 České dráhy odkoupily od rakouských spolkových drah v letech 2013–2014. Vozy Bmz224 vznikly modernizací vozů Bmz232.

## Vznik řady
Na přelomu let 2013 a 2014 odkoupily České dráhy od Rakouských spolkových drah celkem 31 expresních vozů klasické stavby. První část (pět vozů Bmz232) bylo do České republiky přivezeno 28. ledna 2014. Největší část zásilky, celkem 24 vozů Bmz235, byla do České republice přivezena ve dvou várkách 14. a 30. května 2014. Poslední vůz byl dodán až začátkem září 2014. V prosinci 2014 došlo k odkupu dalších 50 vozů od Rakouských drah. Jednalo se o 17 vozů shodných s již odkoupenými Bmz235, které tak rozšířili tuto řadu celkem na 42 vozů. Zbylých 33 vozů se dělilo celkem na čtyři řady, a to 12 vozů kombinujících první a druhou vozovou třídu ABmz346, 12 vozů druhé třídy Bmz229, které se od popisovaných vozů Bmz235 liší pouze dětským kinem umístěným v prostředním oddílu, čtyř restauračních vozů WRmz817 a pěti vozů pro přepravu automobilů, které rozšířily již existující řadu DDm915.

## Technické informace
Jsou to klimatizované čtyřnápravové vozy se skříní typu UIC-Z o délce 26 400 mm. Jejich nejvyšší povolená rychlost je 200 km/h. Vozy Bmz232 jsou vybaveny SGP VS-RIC 75, zatímco vozy Bmz235 podvozky Fiat Y0270S. Podvozky jsou shodně vybavené kotoučovými brzdami a nouzovými elektromagnetickými kolejnicovými brzdami.
Nástupní dveře vozů Bmz232 jsou zalamovací, zatímco vozy Bmz235 jsou vybaveny předsuvnými dveřmi ovládanými tlačítky. Nástupní dveře obou řad jsou vybaveny centrálním zavíráním a blokováním za jízdy. Mezivozové přechodové dveře jsou poloautomatické, ovládané madlem. Všechna okna těchto vozů jsou neotvíratelná, vyjma oken na představcích, která jsou výklopná v horní čtvrtině.
Ve vozech se nachází jedenáct šestimístných oddílů, čili vozy nabízejí 66 míst k sezení. Jednotlivé oddíly jsou vybaveny dvojicí sklopných stolků a dvojicí zásuvek 230 V.
Vozy jsou vybaveny centrálním zdrojem energie, z kterého jsou napájeny elektrické spotřebiče ve vozech včetně klimatizace, osvětlení či zásuvek 230 V.
Vozy Bmz232 byly ihned po dodání přelakovány do modro-bílého nátěru od studia Najbrt. Část vozů řady Bmz235 jezdí již v modro-bílém nátěru studia Najbrt, zbytek pak v původním červeno-šedém korporátním nátěru Rakouských spolkových drah.

## Modernizace
V roce 2014 České dráhy vypsaly výběrové řízení na modernizaci 22 vozů Bmz235. Čtyři vozy prošly revitalizací interiéru a modernizací menšího rozsahu. Dalších devět vozů bylo přestavěno na vozy s velkoprostorovým uspořádáním interiéru a zbylých devět vozů bylo přestavěno na víceúčelové vozy se služebním oddílem, prostorem pro jízdní kola a cestující se sníženou pohyblivostí. Modernizace měla být hotova do 14,5 měsíců od podpisu smlouvy. Tím se počet provozovaných vozů Bmz235 snížil na 20. V roce 2019 bylo 10 vozů Bmz232 upraveno na vozy Bmz224 tak, že jeden oddíl byl vyhrazen pro minibar, sedadla byla přečalouněna v korporátním stylu, vozy obdržely novou podlahu, elektronický informační a rezervační systém, více zásuvek 230V + USB zásuvky a Wi-Fi připojení k internetu, vozy byly v roce 2021 dislokovány v Olomouci.

## Provoz
Vozy Bmz224 jezdily v roce 2021 na lince R18 Praha - Otrokovice - Luhačovice/Veselí nad Moravou/Zlín a na 2 párech vlaků linky R19 Praha - Česká Třebová - Brno. Vozy Bmz232 jezdily v roce 2021 na některých vlacích linky Ex1 Praha - Bohumín - Žilina/Warszawa/Przemyśl a na několika vlacích linky Ex4 Graz/Budapešť - Břeclav - Bohumín - Przemyśl/Terespol. Vozy Bmz235 jezdily v roce 2021 na lince R16 Praha - Klatovy - Železná Ruda a na několika regionálních vlacích mezi Rokycany a Klatovy.